# Nênio
Nênio (português brasileiro) ou Nénio (português europeu) (em latim: Nennius) foi um monge galês que viveu no século IX. É conhecido como autor da História dos Bretões (Historia Brittonum), uma obra escrita em latim sobre a história antiga da Grã-Bretanha. Escrita em Gales no século IX, a Historia sobrevive atualmente em 33 manuscritos, quatro dos quais contém um prólogo supostamente escrito por Nênio em primeira pessoa. Neste prólogo, Nênio declara que usou várias fontes antigas para criar sua obra e que era discípulo de Elvodugo, comumente identificado com o bispo Elfoddw de Gwynedd, que convencera Gales a celebrar a Páscoa na mesma data da Igreja Romana, em 768. Uma tradução da Historia ao irlandês antigo realizada no século XI também aponta Nênio como autor.
Na história galesa existe outro Nemnivo, mencionado num manuscrito do nono século, que teria criado um alfabeto britânico (alfabeto de Nemnivo) em resposta à acusação maliciosa feita por um estudante saxão de que os bretões não possuíam alfabeto próprio. É possível, mas de nenhuma maneira certo, que Nênio e este Nemnivo sejam a mesma pessoa.

## Debate sobre sua vida e obra
O Prólogo, no qual Nênio apresenta seu propósito e meios para escrever a História dos Bretões, aparece pela primeira vez em um manuscrito do século XII. Os prólogos de todos os outros manuscritos, embora incluídos apenas marginalmente, se assemelham tanto a este primeiro prólogo que William Newell afirma que devem ser cópias. “O prefácio foi evidentemente preparado por alguém que tinha antes dele o texto completo do tratado. Aparece em primeira instância como uma glosa marginal contida em um manuscrito do século XII; sob condições normais, o capítulo seria sem hesitação posto de lado como uma falsificação". Rebate o argumento de Zimmer argumentando que o irlandês responsável pelas traduções "superiores" do irlandês poderia ter adicionado seus próprios toques, alegando ainda que se uma versão latina da História estivesse disponível no século XII, ela teria sido replicada nessa língua, não traduzido.
David N. Dumville argumenta que a tradição do manuscrito e a natureza do Prólogo em particular falham em substanciar a alegação de que Nênio foi o autor de História dos Bretões. Em seu argumento contra Zimmer, cita uma inconsistência textual na tradução irlandesa a respeito de um lugar chamado Beulan, concluindo que "devemos admitir a ignorância do nome do autor [da História ] do século IX".